# Cyclomia epionaria
Cyclomia epionaria là một loài bướm đêm trong họ Geometridae.